# François Claes
François Alexandre Claes, ook genaamd Claes-De Cock (Lembeek, 4 september 1791 - Gent, 4 juni 1845) was een Belgisch industrieel en senator.

## Levensloop
Claes was een zoon van de fabrikant Jan Baptist Claes en Isabella de Cock. Hij trouwde met Charlotte de Cock. Ze hadden vier kinderen die echter vroeg stierven. Hij was een (verre) verwant van notaris en senator Charles Claes.
Hij vestigde zich als industrieel in Gent, waar hij een fabriek van zwavelzuur bezat alsook een katoenfabriek. Hij was ook bestuurder van de Société Linière de la Lys.
In 1830 werd hij verkozen tot orangistisch gemeenteraadslid van Gent. Hij evolueerde in de liberale richting en bleef gemeenteraadslid tot aan zijn dood.
In juni 1843 werd hij verkozen tot liberaal senator voor het arrondissement Gent in opvolging van Thadée Van Saceghem. Hij vervulde dit mandaat niet voor lang, aangezien hij twee jaar later overleed.
Verder was hij ook nog:
- medestichter van de Société Industrielle in Gent,
- voorzitter van de Maatschappij voor de katoenindustrie in Gent,
- lid van de Kamer van Koophandel in Gent,
- commissaris van de Banque des Flandres,
- hoofdman van de Sint-Jorisgilde van kruisboogschutters in Gent.